# Wilhelm Sievers (Politiker, 1840)
Wilhelm Sievers (* 7. Dezember 1840 in Pyrmont; † 3. August 1917 in Ilten) war ein deutscher Kurpensionsbesitzer und Politiker.
Sievers war der Sohn des Johann Friedrich Sievers (1798–1869) und dessen Ehefrau Wilhelmine Henriette, geborene Nebelsieck (1805–1872). Er heiratete am 20. Mai 1869 in Pyrmont Minna Richter (1841–1909). Sievers war Besitzer eine Kurpension am „Hylligen Born“ in Pyrmont und war dort 1900 bis 1913 Sparkassendirektor.
1905 bis 1911 war er Abgeordneter im Landtag des Fürstentums Waldeck-Pyrmont. Er wurde im Wahlkreis Pyrmont gewählt.